# アキハバラ情報局
『アキハバラ情報局』（アキハバラじょうほうきょく）は、2002年7月から2006年10月までCSのアニマックスで放送していたアニメ・声優系情報番組。

## 放送時間
- 2002年（平成14年）7月から2005年（平成17年）4月まで：毎月第1・第3日曜25:00 - 25:30（月曜未明。第2・第4週はその前週の再放送、第5週がある月は第1週分の再放送）
- 2005年（平成17年）5月から：毎週日曜25:00 -25:30（月曜未明。再放送は無し）
- 2006年（平成18年）10月29日の放送で休止（実質最終回）となった。
- 番組内では“一旦終了”ということになっているが、2013年に番組制作を担当していたラムズが自己破産した事などから、番組復活は困難な状況にある。

## 放送回数
- アキハバラ情報局 #1〜#66 全66回 
  - アキハバラ情報局with GATV #67〜#89 全23回
  - アキハバラ情報局with GATVII #90〜#114 全25回
- アキハバラ情報局PLUS #1〜26 全26回

（放送話数はスカイパーフェクTV!のEPGによるもので、PLUS以降は#1からリセットされている）

## 内容と出演者
- 司会 - はりけ〜んず（前田登・新井義幸）

### 第一期
2002年（平成14年）7月 - 2003年（平成15年）6月
秋葉原の地下深くにあるスタジオという設定で放送。
- 麻績村まゆ子
- 福井裕佳梨
- 大野修一 - 「教えて！アニメージュ」コーナーレギュラー。
- やまけん - コーナーレギュラー。

### 第二期
2003年（平成15年）7月 - 2004年（平成16年）9月
ゲストを交えての公開録画形式となる（観覧者はネット公募。但し、川澄綾子出演分だけは非公開収録となっている）。当初はアシスタントのうち、福井が続投する予定だったが、ちょうどその時期に長期にわたる病気療養を余儀なくされ、急遽千葉に交代する形になった。
- 徳永愛
- 千葉紗子
- 大野修一 - 「教えて！アニメージュ」コーナーレギュラー。
- やまけん - コーナーレギュラー。

### 第三期
2004年（平成16年）10月 - 2005年（平成17年）3月
千葉が卒業し、野外でのロケ形式となる。ゲストとは主に都内の飲食店で座談する。また、アニメ誌の提携先がアニメージュからアニメディア（メガミマガジン）に変更となった。
- 徳永愛
- 織田信雄 - メガミマガジン（学研）統括編集長。コーナーレギュラー。

### 第四期

#### アキハバラ情報局withGATV
2005年（平成17年）4月 - 同年9月
会社の一室と言う設定で出演者がコントなどを交えて放送。宮崎や阿部もアシスタントに加わる。
それまで番組のメインスポンサーであったサミーがスポンサーを降りた影響で、GATVと統合する形式となる。このため、番組の著作権を全てサミーからラムズに譲渡することになり、これ以後同番組を制作しているラムズのカラーが強調されるようになった。
- 徳永愛
- 宮崎羽衣
- 阿部玲子

#### アキハバラ情報局with GATV II
2005年（平成17年）10月 - 12月
GATVがリニューアルしたことに伴いタイトル変更。アキハバラ情報局側に基本的な内容の変化はなし。

### 第五期 アキハバラ情報局with GATV II
2006年（平成18年）1月 - 3月
再び野外ロケ形式となり、アシスタントが井ノ上に交代した。
- 井ノ上奈々

### 第六期 アキハバラ情報局PLUS
2006年（平成18年）5月 - 10月（10月下旬の最終2回分は総集編）
GATVII終了に伴って番組名変更となったとされる。
内容は、第五期とほぼ同じだが、DSE紹介コーナーが追加されている。
- 井ノ上奈々

※井ノ上のスケジュールの都合で、同じ事務所の酒井香奈子がピンチヒッターを務めた回がある。

#### ゲスト
- 宮崎羽衣
- 千葉紗子
- こやまきみこ
- 茅原実里
- 津田健次郎
- きただにひろし
- 菊地美香
- 高橋美佳子
- 斎藤桃子
- 平野綾
- 佐藤利奈
- 酒井香奈子
- 桃井はるこ

### 総集編 アキハバラ情報局スペシャル
2006年（平成18年）4月 全4回　第三期放送分の総集編を放送。